# Eptatretus nelsoni
Eptatretus nelsoni är en ryggsträngsdjursart som först beskrevs av Kuo, Huang och Hin-Kiu Mok 1994.  Eptatretus nelsoni ingår i släktet Eptatretus och familjen pirålar. IUCN kategoriserar arten globalt som sårbar. Inga underarter finns listade i Catalogue of Life.